# قنفذي أمرد
القنفذي الأمرد أو القرقفان الأمرد (باللاتينية: Echinops glaberrimus) نوع نباتي ينتمي إلى جنس القنفذي من الفصيلة النجمية.

## الموئل والانتشار
ينتشر هذا النوع في بلاد الشام وسيناء ومصر.

## مرادفات للاسم العلمي
- (باللاتينية: Acantholepis orientalis Less.)
- (باللاتينية: Echinops olivieri Jaub. & Spach)